# Sam Sparro (album)
Sam Sparro est le premier album de Sam Sparro sorti le 28 avril 2008.
Deux singles sont parus avant la sortie de l'album, Cottonmouth en 2007 et Black and Gold le 24 mars 2008.

## Liste des chansons
1. Too Many Questions -
2. Black and Gold
3. 21st Century Life
4. Sick
5. Waiting For Time
6. Recycle It
7. Cottonmouth
8. Hot Mess
9. Pocket
10. Cut Me Loose
11. Sally
12. Clingwrap
13. Can't Stop This

## Sortie
| Pays        | Date             |
| ----------- | ---------------- |
| Royaume-Uni | 28 avril 2008    |
| Europe      | 6 juin 2008      |
| Australie   | 7 juin 2008      |
| États-Unis  | 24 juin 2008     |
| Canada      | 24 juin 2008     |
| Japon       | 1er octobre 2008 |

## Singles
| Titre             | Sortie          |
| ----------------- | --------------- |
| Black and Gold    | 4 avril 2008    |
| 21st Century Life | 21 juillet 2008 |
| Pocket            | Octobre 2008    |